# Precious Illusions
Singles de Alanis Morissette
Hands Clean
(2002) Everything
(2004)
Clip vidéo
(en) [vidéo] « Precious Illusions (officiel) (réalisation : Francis Lawrence) », sur YouTube
Pistes de Under Rug Swept
So Unsexy
(5) That Particular Time
(7)
Precious Illusions est une chanson écrite, interprétée et produite par la chanteuse canadienne Alanis Morissette pour son cinquième album studio, Under Rug Swept (2002). Sixième piste de l'album; le titre sort en tant que deuxième et dernier single international le 20 mai 2002.
Ses paroles décrivent un conflit entre l'idéalisme et le réalisme, et sa protagoniste qualifie ses fantasmes d'enfance de précieuses illusions dont elle s'est éloignée avec l'impression d'abandonner un ami imaginaire (♫...like parting with an invisible best friend).
Precious Illusions ne bénéficie pas d'autant de diffusions radiophoniques aux États-Unis que Hands Clean, le premier single issu d'Under Rug Swept. Le titre culmine dans le top 20 du  Billboard Adult Top 40, mais les audiences radiophoniques ne se traduisent pas dans le Top 40 par rapport à Hands Clean et le titre ne parvient pas à figurer dans le Billboard Hot 100 américain. Cependant, il atteint la quatrième position au Canada et culmine au top 10 en Hongrie.
Le clip de la chanson est présenté en écran partagé, proposant une comparaison côte à côte une version romantique et une autre prosaïque, mais toutes deux fantasmées, d'une relation amoureuse.

## Linguistique du titre

### Phonétique et signification
Le titre Precious Illusions (prononcé en anglais : /ˈpreʃəs ɪˌlu:ʒnz/) pourrait se traduire par précieuses illusions, douces illusions. Simple mais pas assez explicite, pour comprendre ce titre, il convient de comprendre le corpus de la chanson.

### Refrain et interprétation générale
La chanson explique que ses illusions de petite fille (♫ a childhood best friend) étaient importantes pour l'évolution de la narratrice mais qu'à présent, il lui faut s'en défaire afin d'avancer dans la vie. Le texte se compose d'affirmations catégoriques sur la vie mais qui semble retomber assez vite avec des contre-affirmations. Un couplet en position centrale dans la chanson associe l'aspect matériel des choses et les illusions qui leur sont rattachées : ♫This ring will help me yet/As will you, knight in shining armor/This pill will help me yet/As will these boys gone through like water (« cette alliance à mon doigt saura m'aider, comme toi mon chevalier blanc en armure, ce médicament saura m'aider, comme tous les types qui ont filé comme l'eau entre les doigts »)
Mais l'indice de la fragilité du caractère péremptoire de ce qu'annonce Alanis Morissette se trouve dans les légères modifications de ses affirmations en cours de chanson : au début ♫Once I know who I'm not then I'll know who I am (« quand je saurai qui je ne suis pas, j'en déduirai alors qui je suis »)  puis en cours de chanson, l'affirmation devient : ♫Now I know who I'm not I still don't know who I am (« à présent que je sais qui je ne suis pas, j'ignore toujours qui je suis »).
L'évolution de la chanson est un parallèle de l'évolution de sa vie. Les ruptures de sens effectuées tout en retombant dans les mêmes mélodie et tonalité sous-entendraient que les illusions dont elle se berçait dès sa prime jeunesse ne sont abandonnées qu'au profit de nouvelles toutes aussi précieuses. Finalement, l'ensemble de la chanson, avec le même refrain repris à la fin, donnerait à penser que tout continue et donc que l'illusion serait de croire qu'on puisse vivre sans : ♫Those precious illusions in my head... (« ces précieuses illusions dans ma tête... »)

## Enregistrement et sortie
Precious Illusions a été écrit, arrangé et produit par Alanis Morissette. Selon la chanteuse : « Je suis allée à Toronto pour écrire des chansons pour le disque et j'ignorais si j'allais écrire seule ou avec quelqu'un. Je n'en avais aucune idée, mais j'ai commencé à écrire seul et, la première semaine, j'avais écrit sept chansons. Donc tout a été très rapide et accéléré [. . .] Tout suivait bien son cours dans ma petite station orbitale où j'avais un clavier, une guitare acoustique, une électrique, mon journal et un microphone à ma disposition, et on enregistrait tout sur numérique,. ».
Après le succès du précédent single Hands Clean, Precious Illusions est annoncé comme le deuxième single d'Under Rug Swept dans la foulée avec le tournage du clip vidéo. Precious Illusions sort pour la première fois en Australie le 20 mai 2002. Au Royaume-Uni, deux singles sur CD et un sur cassette sont publiés le 5 août 2002.

## Le regard des critiques
Larry Flick du magazine Billboard salue ce titre comme « l'exemple-type de l'artiste qui a su gagner en maturité de manière significative," also calling it a « geste sain d'affirmation de soi. ». Flick ajoute aussi qu'Alanis Morissette « nous livre, en retour, l'interprétation d'un titre fort en émotion et introspection. » Sal Cinquemani du magazine Slant loue un titre qui « entre dans la tête super facilement », tandis que Chris Heath de Dotmusic applaudit un titre qui ne fait que « confirmer que les talents de parolière d'Alanis vont crescendo. ».

## Clip musical

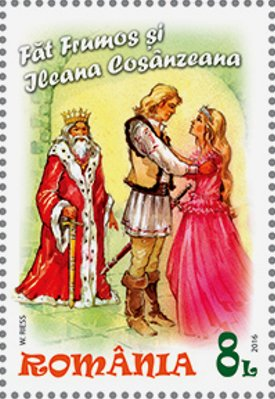
Prince charmant sur un timbre postal roumain

Le clip vidéo de Precious Illusions est réalisé par Francis Lawrence, également auteur du clip de Hands Clean. Dans le contexte festif d'une soirée de style pendaison de crémaillère entre amis ou peut-être vernissage, L'image se dédouble et se scinde alors en son milieu (0'37'') afin de présenter simultanément deux visions d'une relation fantasmée entre la chanteuse et un homme (interprété par Lucas Babin) participant à la soirée.
Dans l'image scindée, le côté de gauche dépeint un monde toujours aussi fantasmé mais d'un point de vue ultra fantaisiste, digne d'un conte de fée ou d'un dessin animé, avec des couleurs chatoyantes, des étincelles et des costumes pseudo médiévaux. L'homme y est montré en chevalier en armure étincelante (♫knight in a shiny armor) emportant une princesse Alanis sur don destrier dans une forêt enchantée. Le côté de droite, à l'inverse, dépeint un monde toujours aussi fantasmé mais d'un point de vue ultra réaliste, aux couleurs ternes et aux décors urbains affligeants de banalité. Face au chevalier de la partie gauche, l'homme y est montré en habits ordinaires des années 90 qui se rend chez la chanteuse au guidon d'un VTT (1'10''). Pendant la scène, côté gauche, du chevalier emportant Alanis sur sa monture, du côté droit, c'est Alanis qui conduit l'homme en voiture (1'22'').
Le contraste entre les visions romantique d'une part et prosaïque de l'autre produit des effets comiques. Ainsi la scène du premier baiser s'installe à gauche avec un coucher de soleil entre deux montagnes en arrière-plan (4'05''), tandis qu'en simultané la même scène se déroule sur le parking d'un magasin à prix cassés (99 cents, le prix affiché sur la vitrine, le prix du romantisme ?). On peut noter le même effet de contraste amusant dans la scène où monsieur se coupe les ongles des orteils dans le lit pendant que sa version prince charmant promène sa belle dans un champ de fleurs au soleil couchant (4'05'').
Le clip se conclut avec le visage des deux Alanis fantasmées qui se rejoignent pour former celui de l'Alanis de la fête, peut-être une allégorie pour montrer que finalement les deux antinomies font partie de la même personnalité. Enfin, en guise de dernier plan, on aperçoit l'homme/chevalier servant qui discute avec un groupe de convive, sans même s'adresser à Alanis, ce qui permet d'affirmer que le clip n'était qu'images fantasmées.
Comme le remarque Elysa Lee de CNN, à propos du courriel qu'envoie le jeune homme pour sortir avec elle : « Il prend quand même l'initiative de le lui proposer, mais d'une manière qui nous rappelle que l'amour n'est pas que des fleurs et des papillons. ». D'après Alanis Morissette : « Le côté droit, c'est plus moi. Je suis loin d'avoir l'aplomb du premier pas ou de me faire courtiser avec tout le decorum, donc je trouve la scène quand même mignonne et assez drôle. ».

## Disponibilités du titre
| Single CD (2 titres) Canada 1. « Precious Illusions » 2. « Hands Clean » (version acoustique) CD1 Royaume-Uni et Europe 1. « Precious Illusions » 2. « Hands Clean » (version acoustique) 3. « Sorry 2 Myself » CD2 Royaume-Uni et Europe 1. « Precious Illusions » 2. « Offer » 3. « Bent 4 U » | Single CD (maxi) Europe 1. « Precious Illusions » – 4:12 2. « Hands Clean » (version acoustique) – 4:07 3. « Offer » – 4:05 4. « Bent 4 U » – 4:46 |